# Tassilo Festetics
Tassilo hrabě Festetics de Tolna (2. června 1813 Vídeň – 7. ledna 1883 Petrovaradín) byl rakouský generál jezdectva a uherský magnát.

## Život
Do rakouské armády vstoupil v roce 1834 jako podporučík u Švališérského pluku č. 2. V roce 1846 se účastnil potlačení povstání v Krakově a v roce 1849 se účastnil bojů v Itálii pod velením maršála Radeckého. Od září 1849 až do povýšení do hodnosti generálmajor roku 1857 vedl husarský pluk č. 7.
V dubnu 1858 se stal velitelem brigády, kterou vedl i v bitvě u Solferina. Zde se vyznamenal a byl mu udělen Řád železné koruny II. třídy. V lednu 1864 byl povýšen do hodnosti polního podmaršálka.
Při prusko-rakouské válce velel od roku 1866 IV. armádnímu sboru a vedl jej v bitvě u Hradce Králové ve které přišel o nohu v kotníku a musel opustit bojiště. V říjnu 1866 mu byl udělen Leopoldův řád.Roku 1879 byl povýšen na generála jezdectva. Zemřel 7. 1. 1883 v Petrovaradíně.